# 河口家

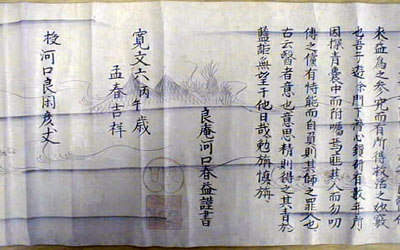
河口良庵が養子の了閑に与えた「カスパル流免許状」寛文6年(1666年)。河口家歴史資料(古河歴史博物館保管)

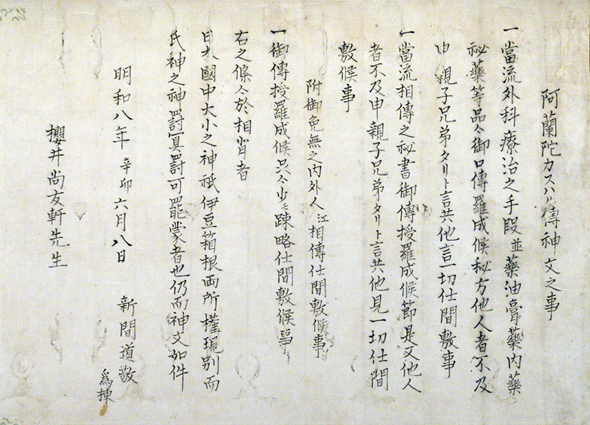
カスパル伝神文。明和8(1771)年（個人蔵）

河口家（かわぐちけ）は、下総国古河藩（現在の茨城県古河市）に代々仕えた藩医の一族。河口家に伝来した日本国最古の解剖刀を含む多数の医療器具、カルテ等の関係資料は、「河口家医学等関係資料」の名称で茨城県指定有形文化財（歴史資料）に指定されている（2007年11月16日指定）。
家紋は井桁内左巴。

## 河口家

### 河口良庵
享保12年（1629年） - 貞享4年（1687年）。諱は春益、号は良庵。
肥前国松浦に生まれる。父の佐太夫は、伊予国大洲から出て肥前松浦藩医となった人物である。松浦藩を浪人した父に従い、長崎で数年居住し、唐津藩土井家の藩医となる。
慶安2年（1649年）江戸参府の折に江戸幕府の第3代将軍・徳川家光から直々に、オランダ商館医・カスパル・シャムベルゲルの医学知識の全てを吸収するように命じられ、最新の西洋流外科治療法（カスパル流外科）を教授され、オランダ通訳・猪股伝兵衛に伝える。この初期のオランダ流外科カスパル流は、いわゆる紅毛流の代表的なものであるが、南蛮流外科との間には余り区別はなかったとされる。また、シャムベルゲル関連の報告資料を入手した良庵は、その後の出島商館医にも高い関心を寄せた。
その後京都に住居。弟子に中嶋善益。著書も多く残しており、多くのものが慶應義塾大学医学部関連の図書として所蔵されている。

#### 著書
- 「阿蘭陀語」（自筆本、寛文10(1670)年成立、古河歴史博物館）
- 「外科要訣」（自筆本、河口家）
- 「阿蘭陀外療集」（写本、慶大）
- 「阿蘭陀外科書」（写本、慶大）
- 「外科加須波留方」（写本、慶大）
- 「阿蘭陀流伝授本」（写本、宗田文庫）
- 「阿蘭陀外科一流書」（写本、宗田文庫）
- 「阿蘭陀外療秘伝」（写本、慶大）
- 「阿蘭陀流外治」（写本、慶大）
- 「紅毛外科」（写本、慶大）

### 河口房頼
寛永20年（1644年） - 正徳4年（1714年）。号は了閑。
もともと下野佐野の出身で、本名は野田房頼。長崎で紅毛外科医として河口良庵に仕え、良庵が五九歳で没した時、養子に入る。良閑は京都で町医者として開業している時に、鳥羽藩主・土井利益に天和元年11月1日に召し抱えられた。さらに藩主に随い唐津へ移る。そのまま長崎で医術をもって土井利益に仕えた。

### 河口信任
元文元年（1736年） - 文化8年（1811年）。諱は信任、字は道五、号は閑春。
肥前国唐津（現・佐賀県唐津市）に生まれる。藩主の土井利里、利見、利厚に仕える。幼名は辰之助で通称は忠左衛門。宝暦12年に長崎で栗崎道意に入門して栗崎南蛮外科を修め信任と改名。
土井利里が京都所司代になった時に随行し、荻野元凱に入門。京都で山脇東洋の腑分を知り、衝撃を受けた河口は、京都の西郊で元凱とともに刑死体を解剖し、
体親に重きを置いた山脇派に対して、頭部の解明を行い、脳と眼球の子細を『解屍編』に纏めた。これは明和6年（1769年）のことで、江戸で杉田玄白らが腑分を見た時期よりも2年も早いことになる。
落主の古河移封に随い、以来代々古河に住んだ。古河藩医となり、古河藩家老・小杉家と親しくする。本成寺にある信任の墓は、古河市指定文化財となっている。

#### 著書
- 河口信任子遠著『解屍編』林伊兵衛 : 林權兵衛 : 高橋清兵衛 : 田中市兵衛、明和9年刊（1772年）

解屍編
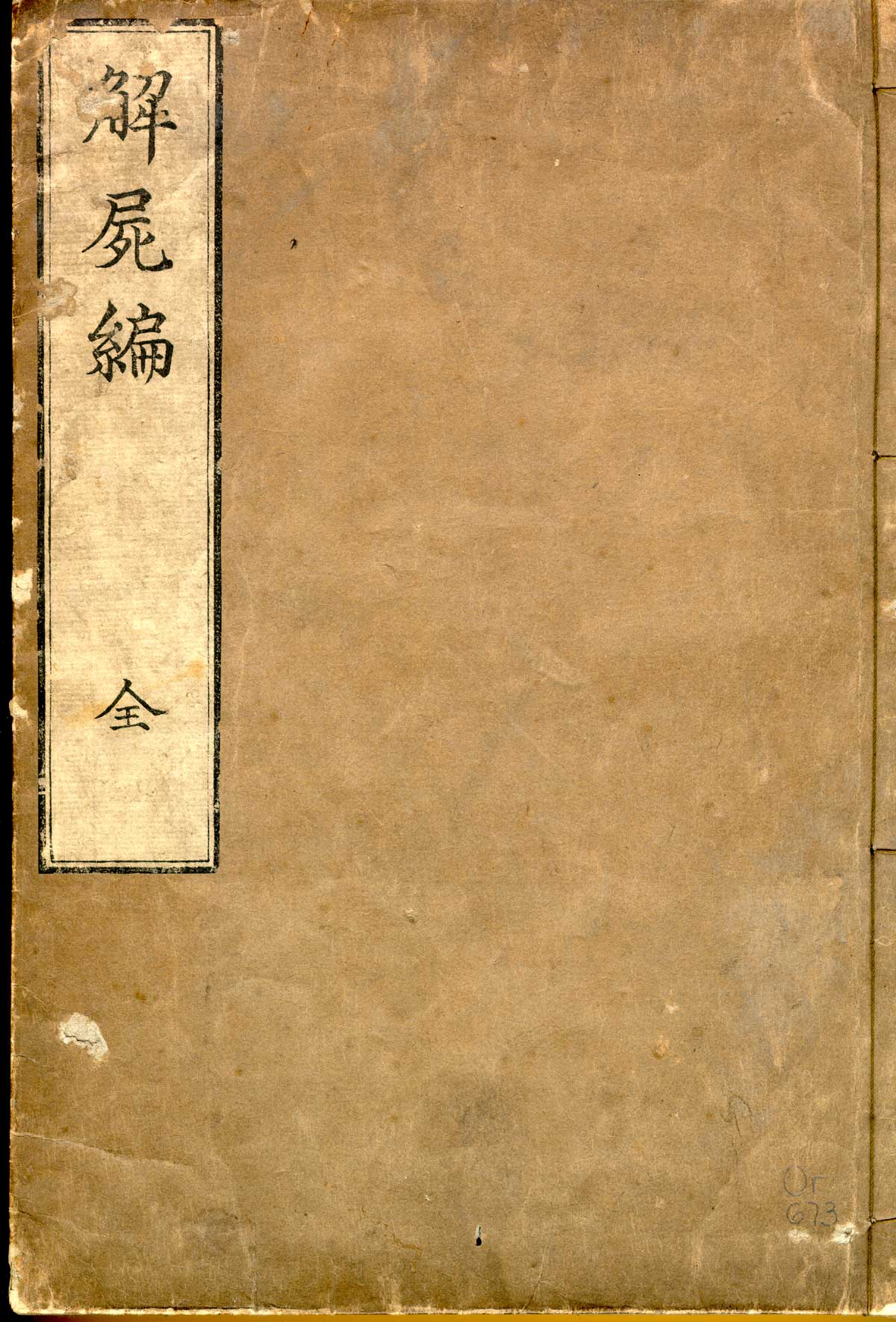
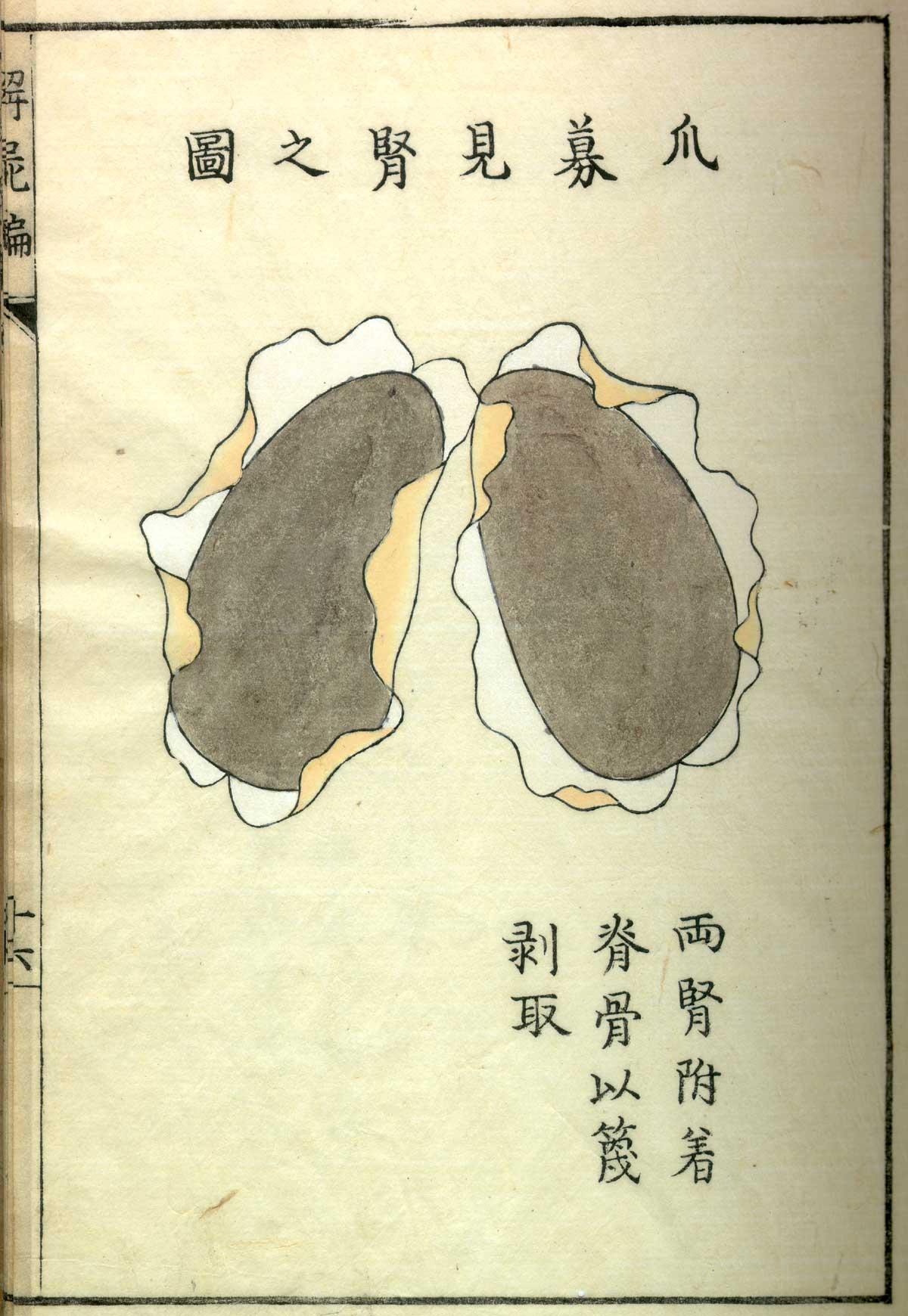
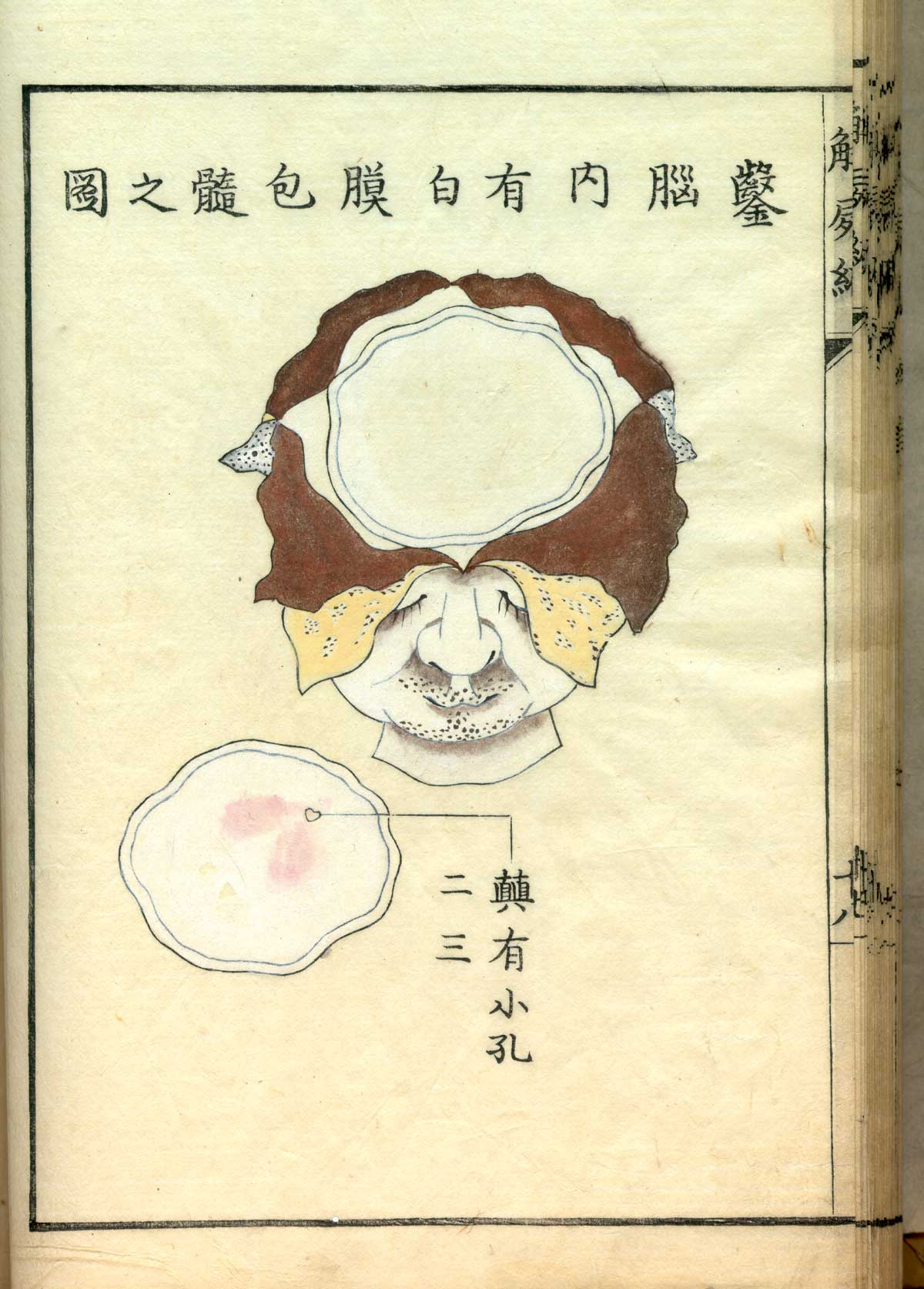
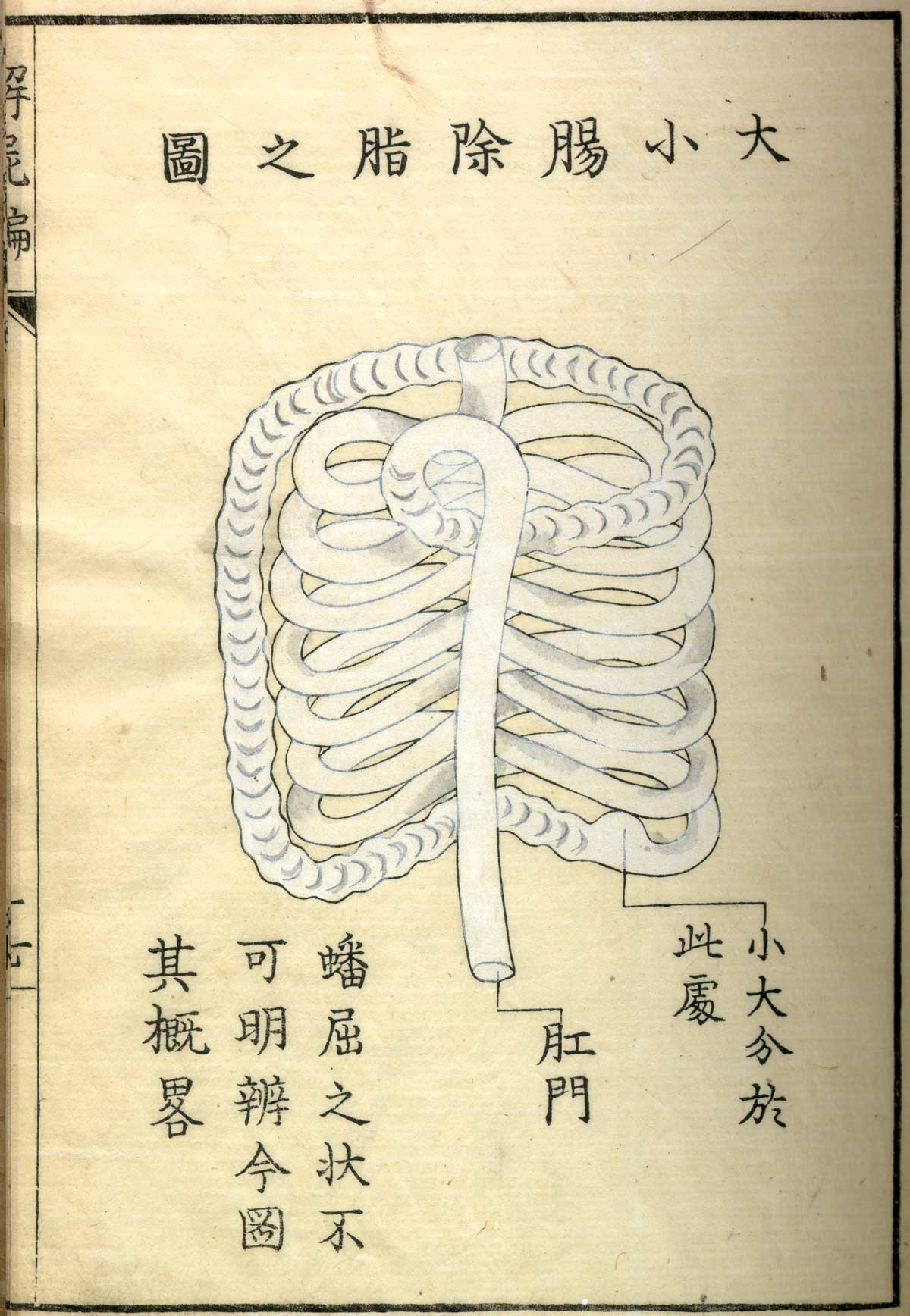
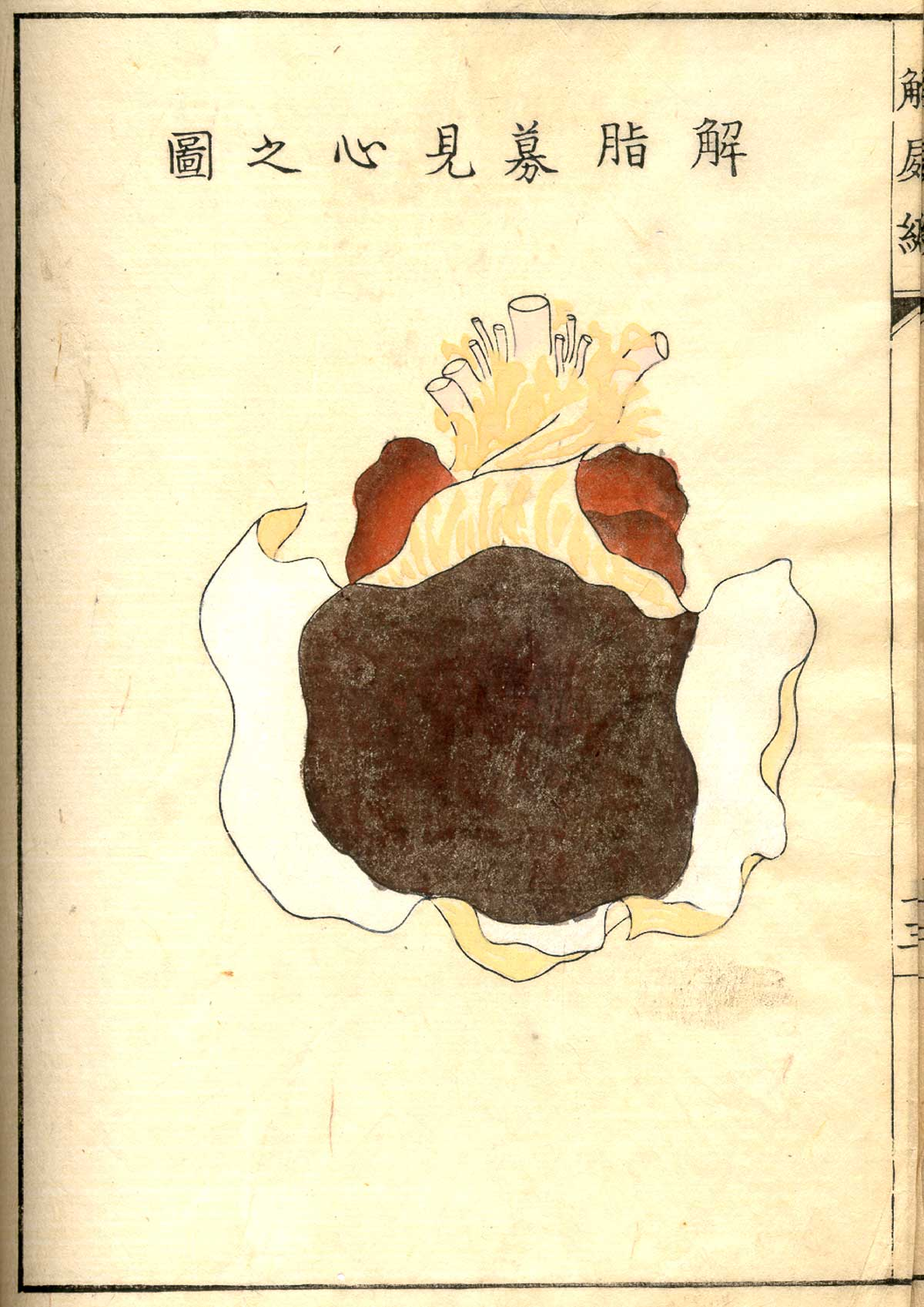
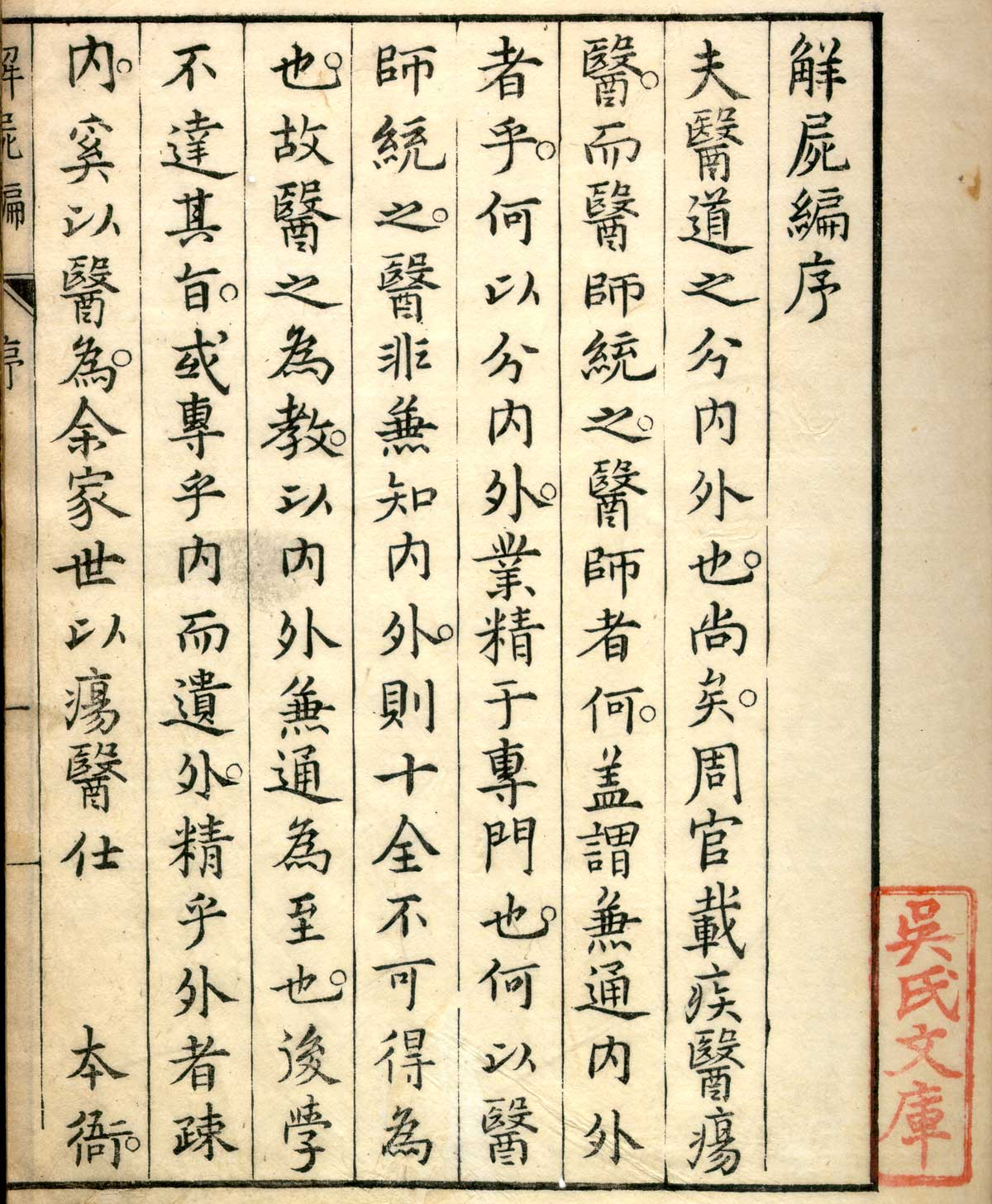
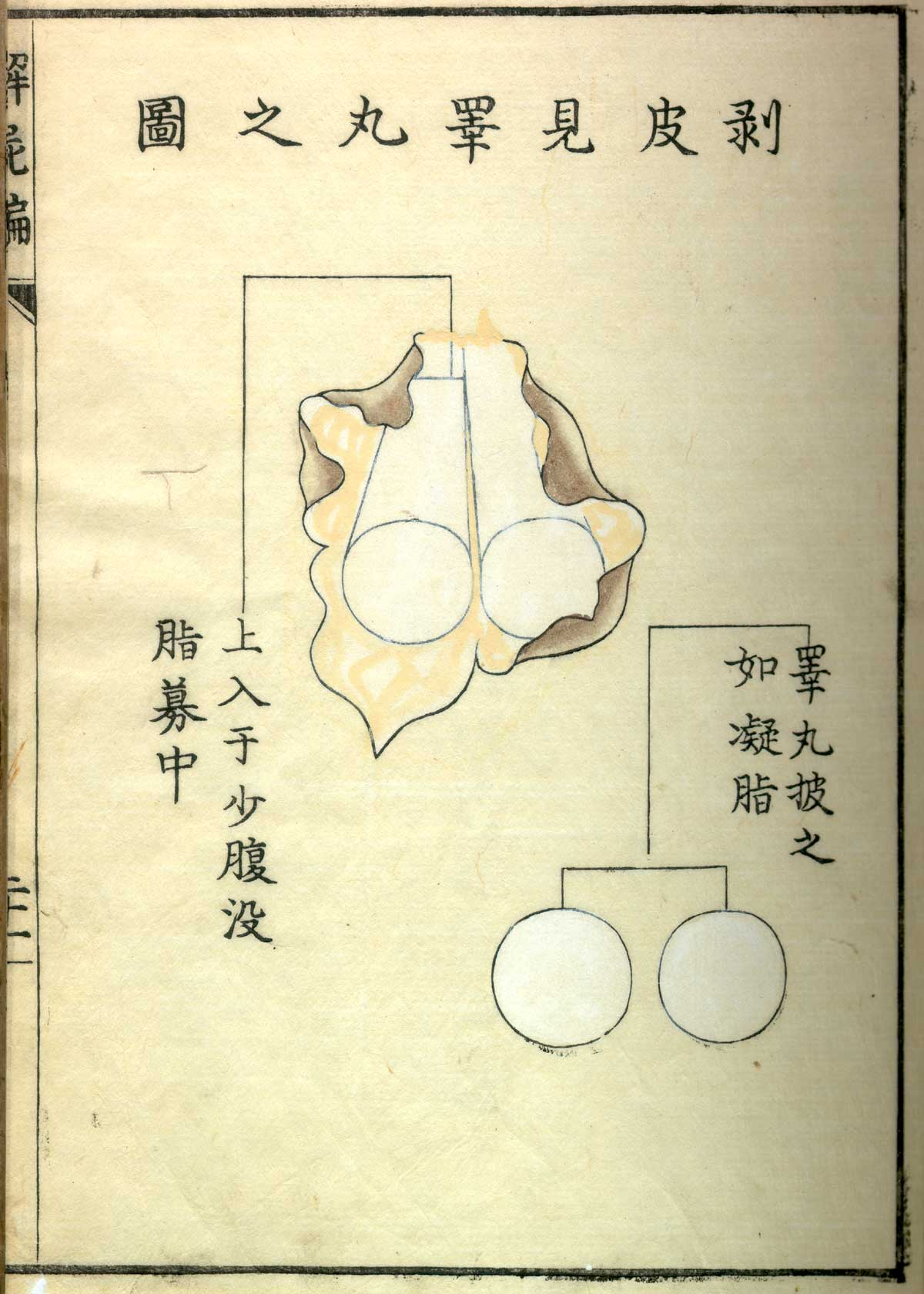
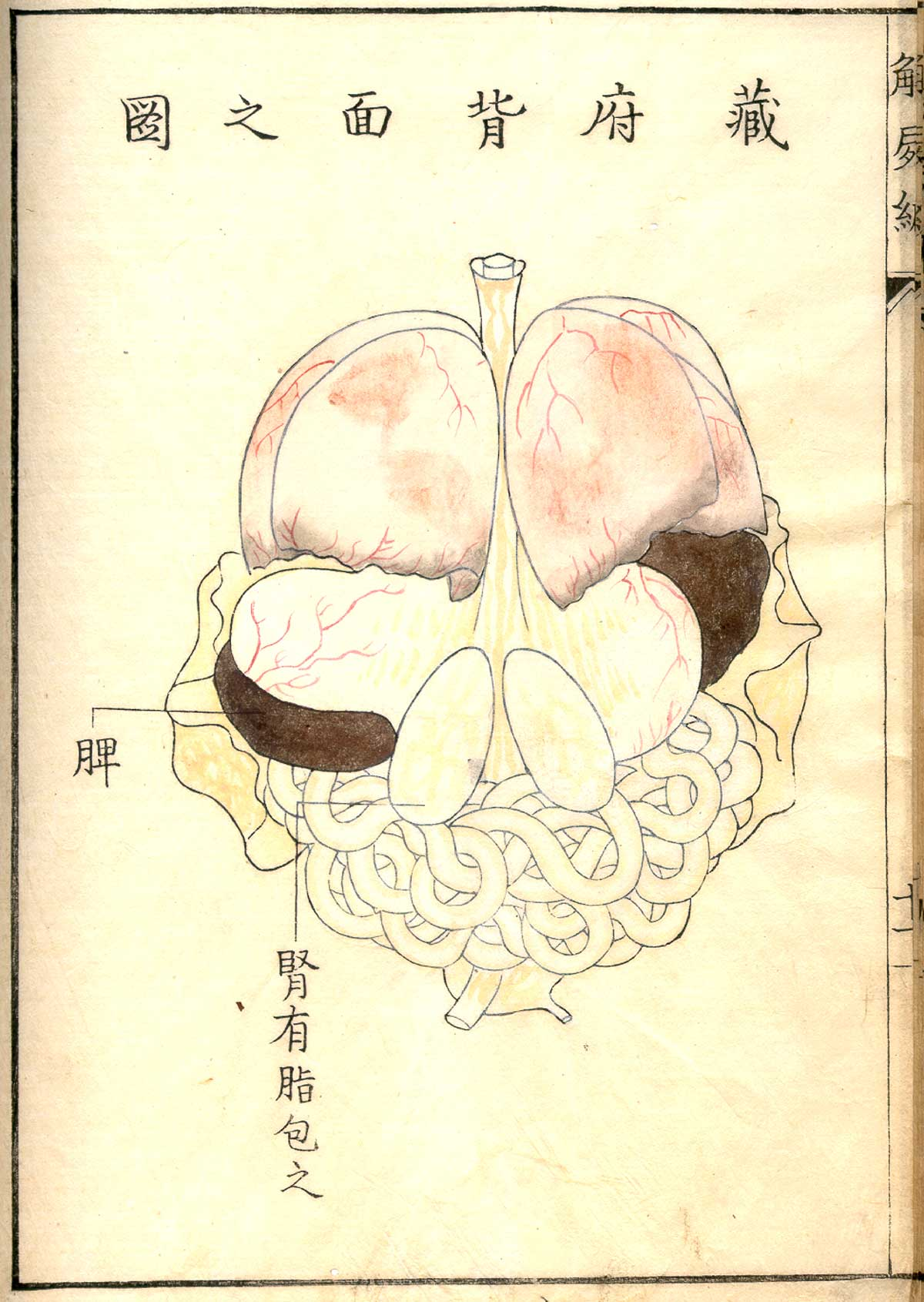
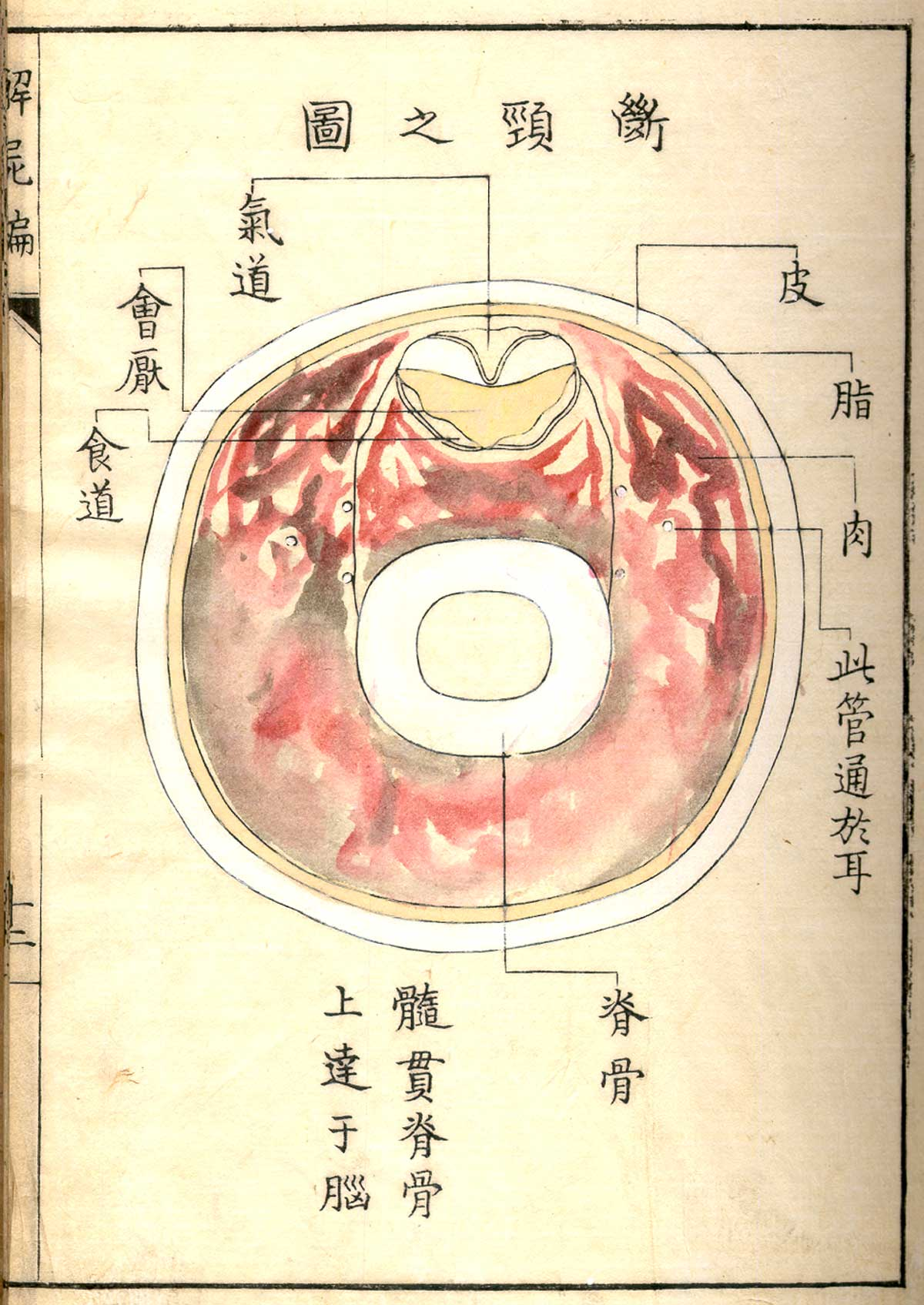
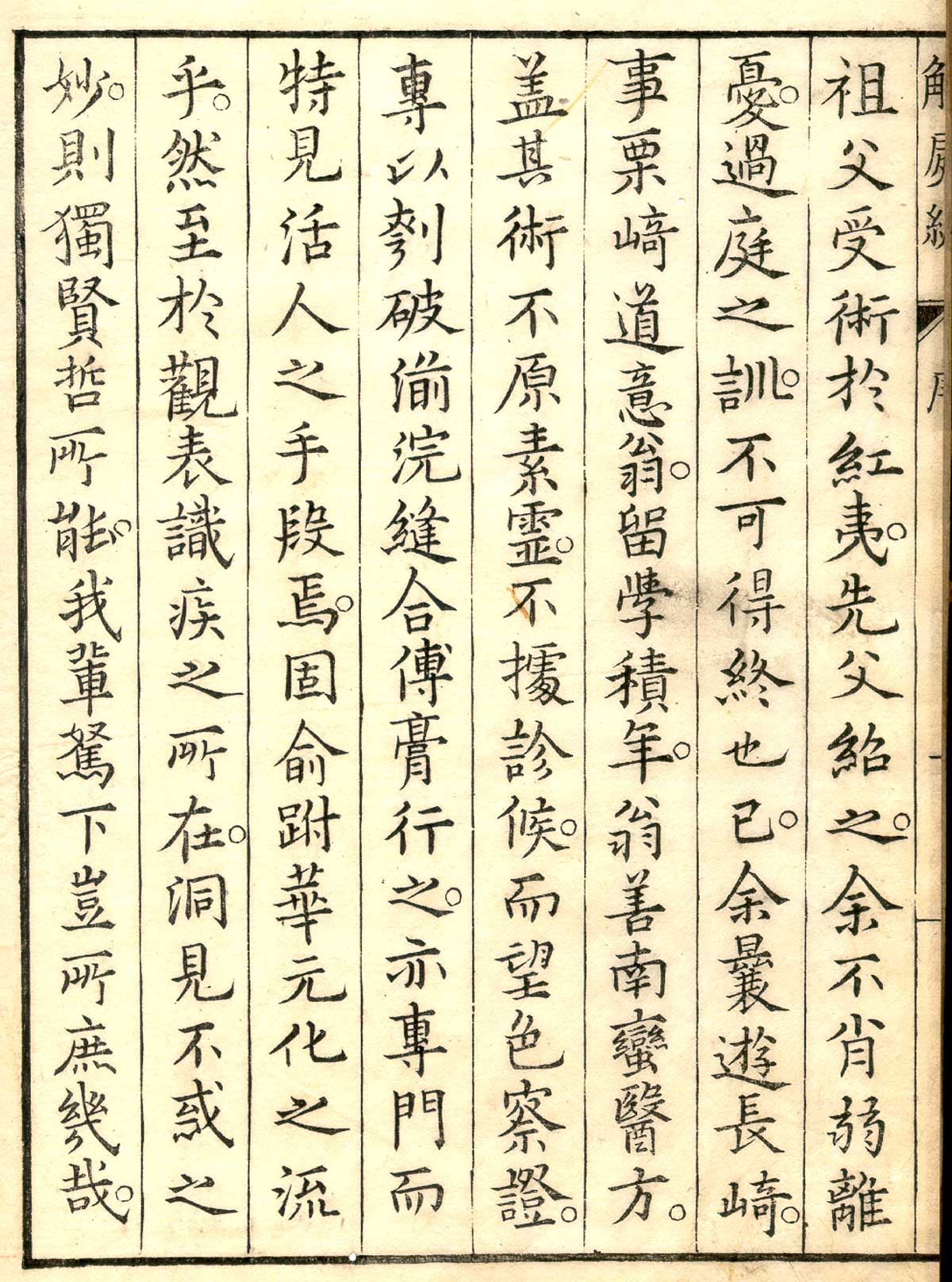
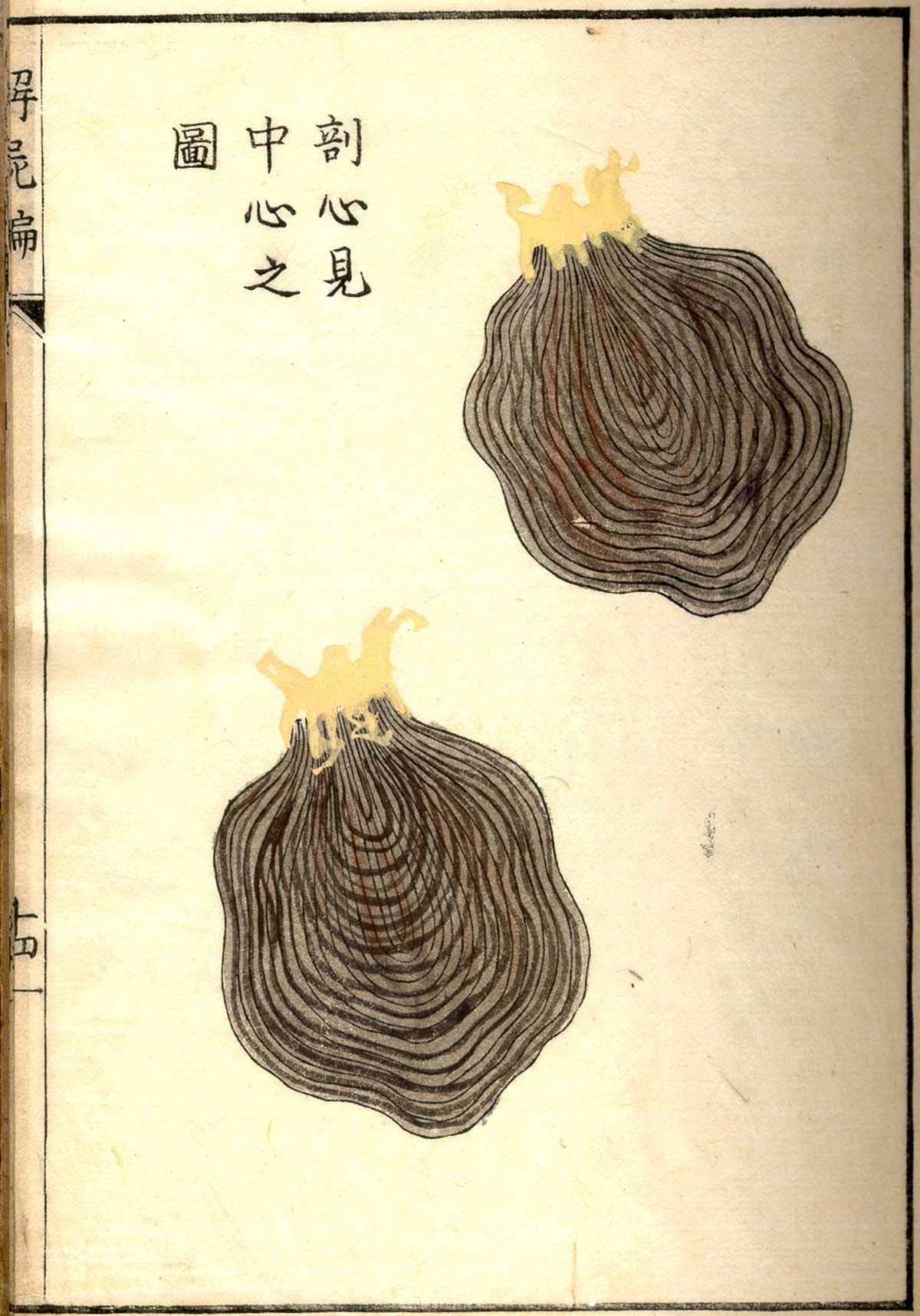
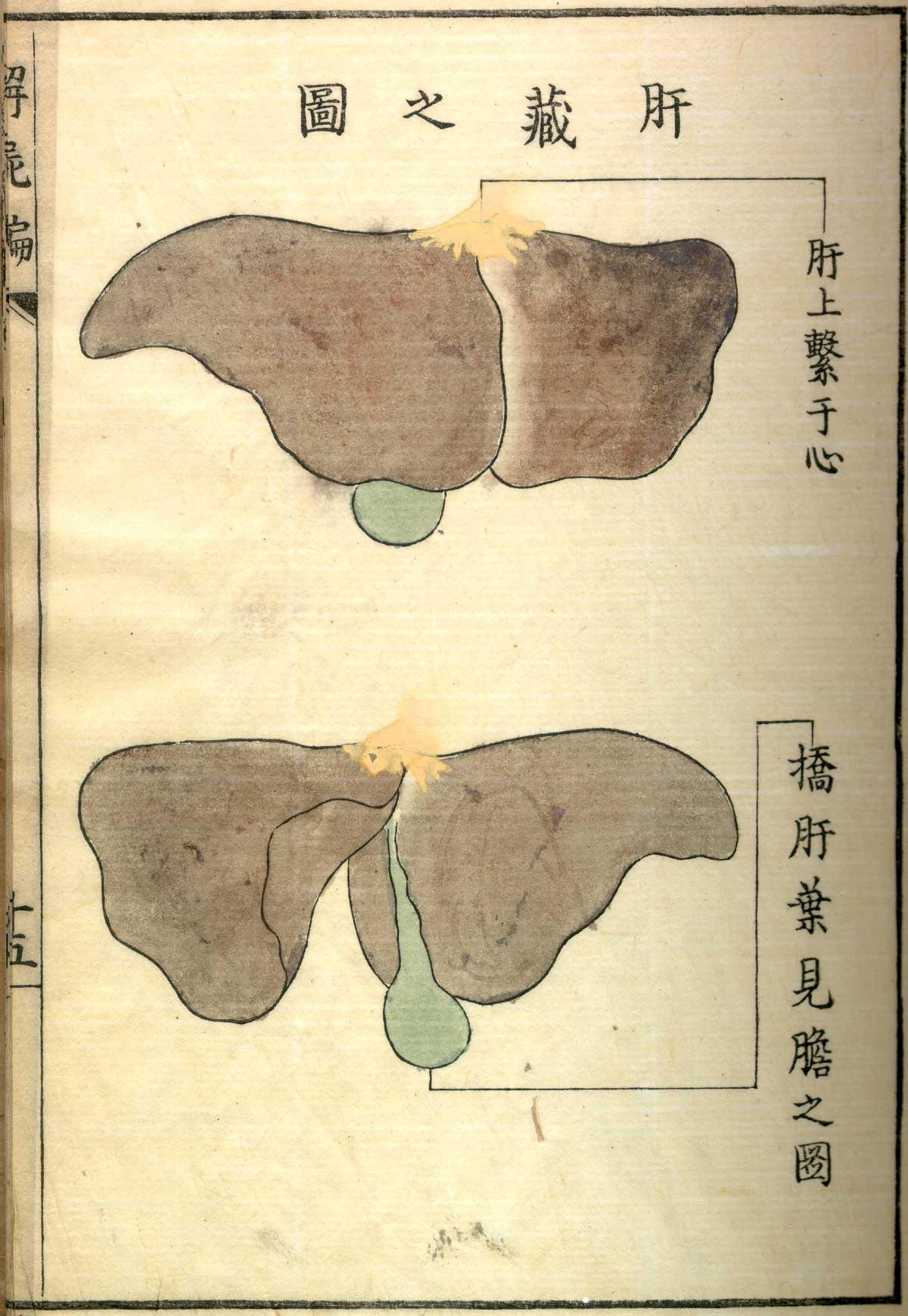
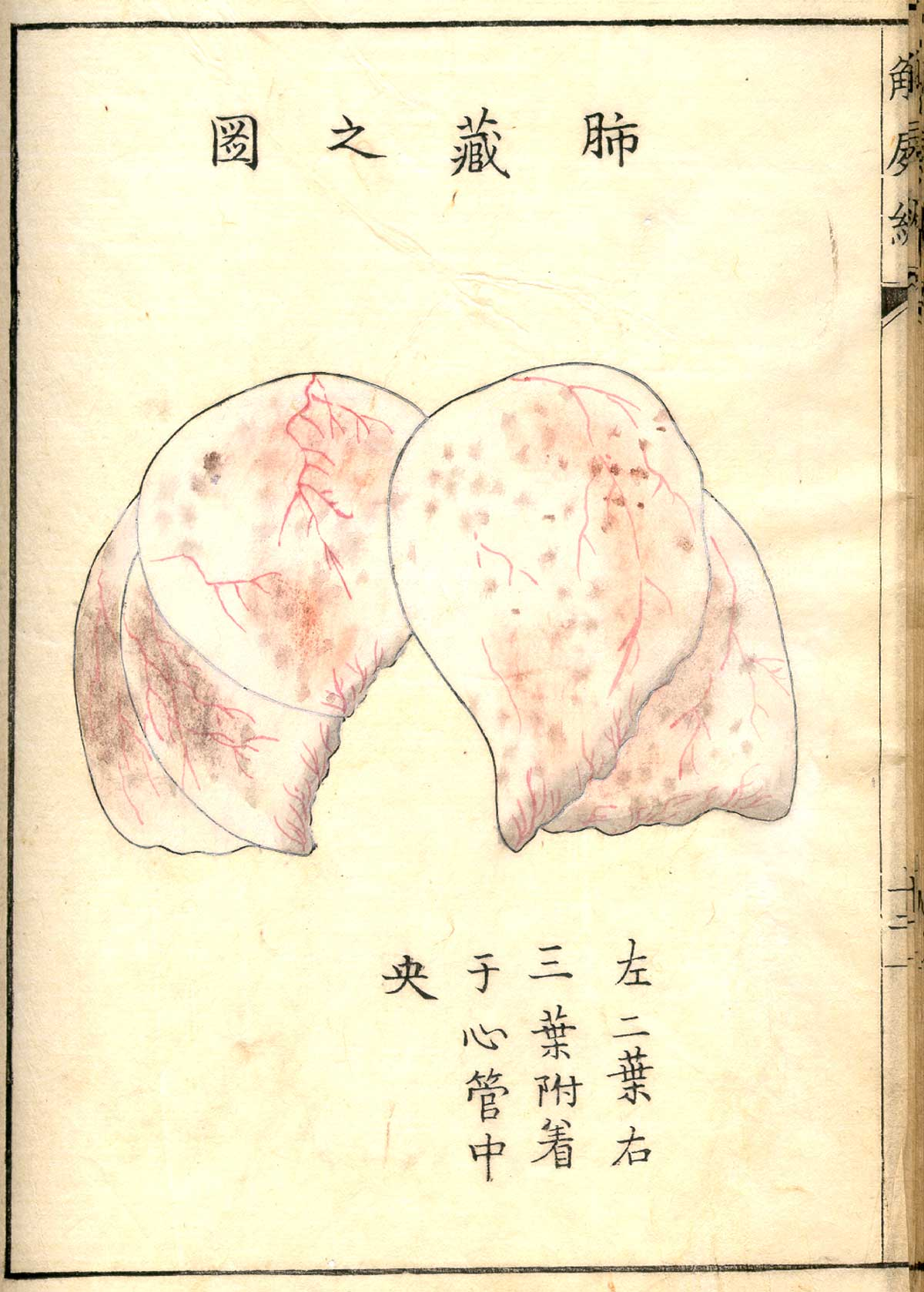
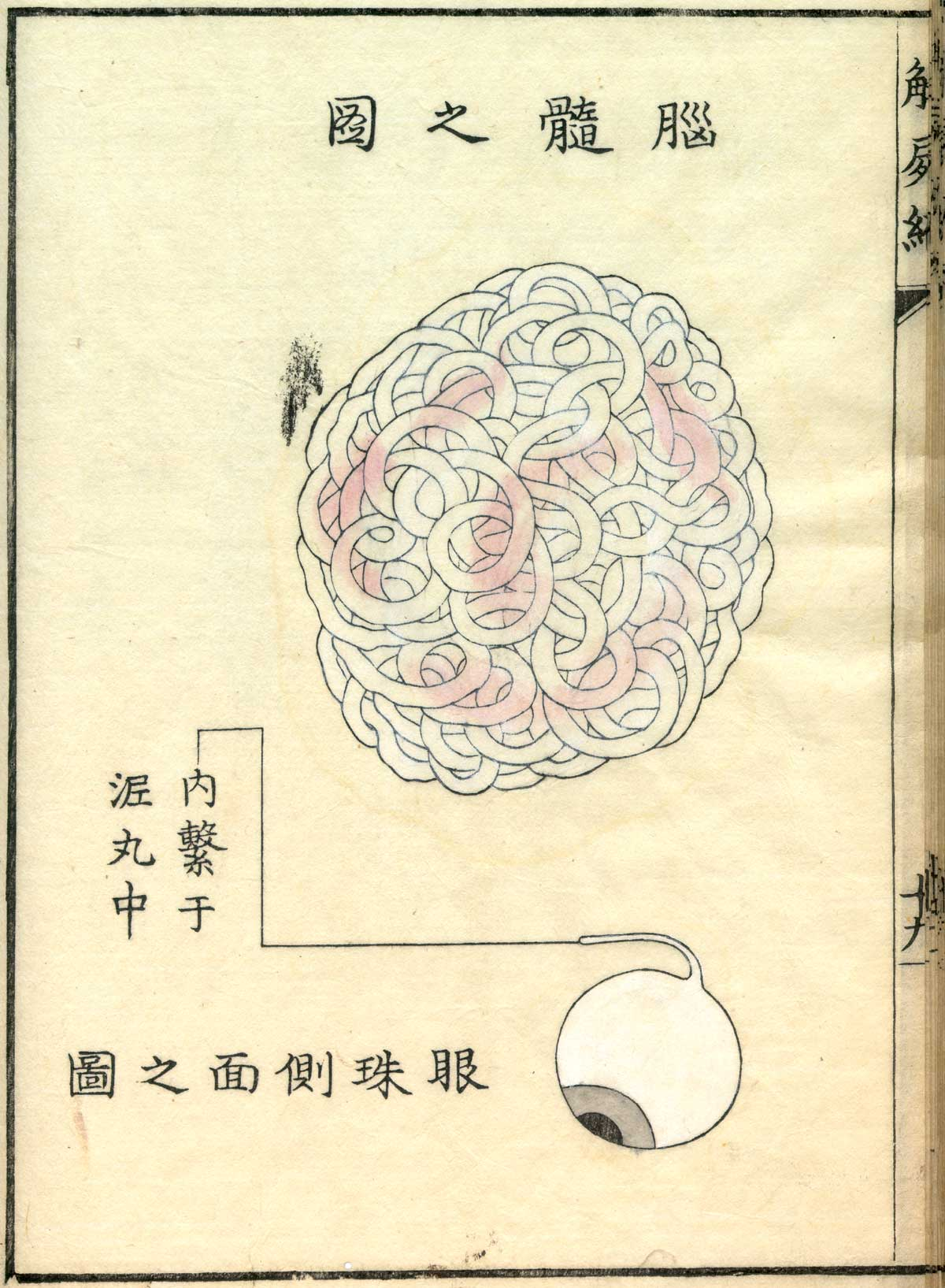
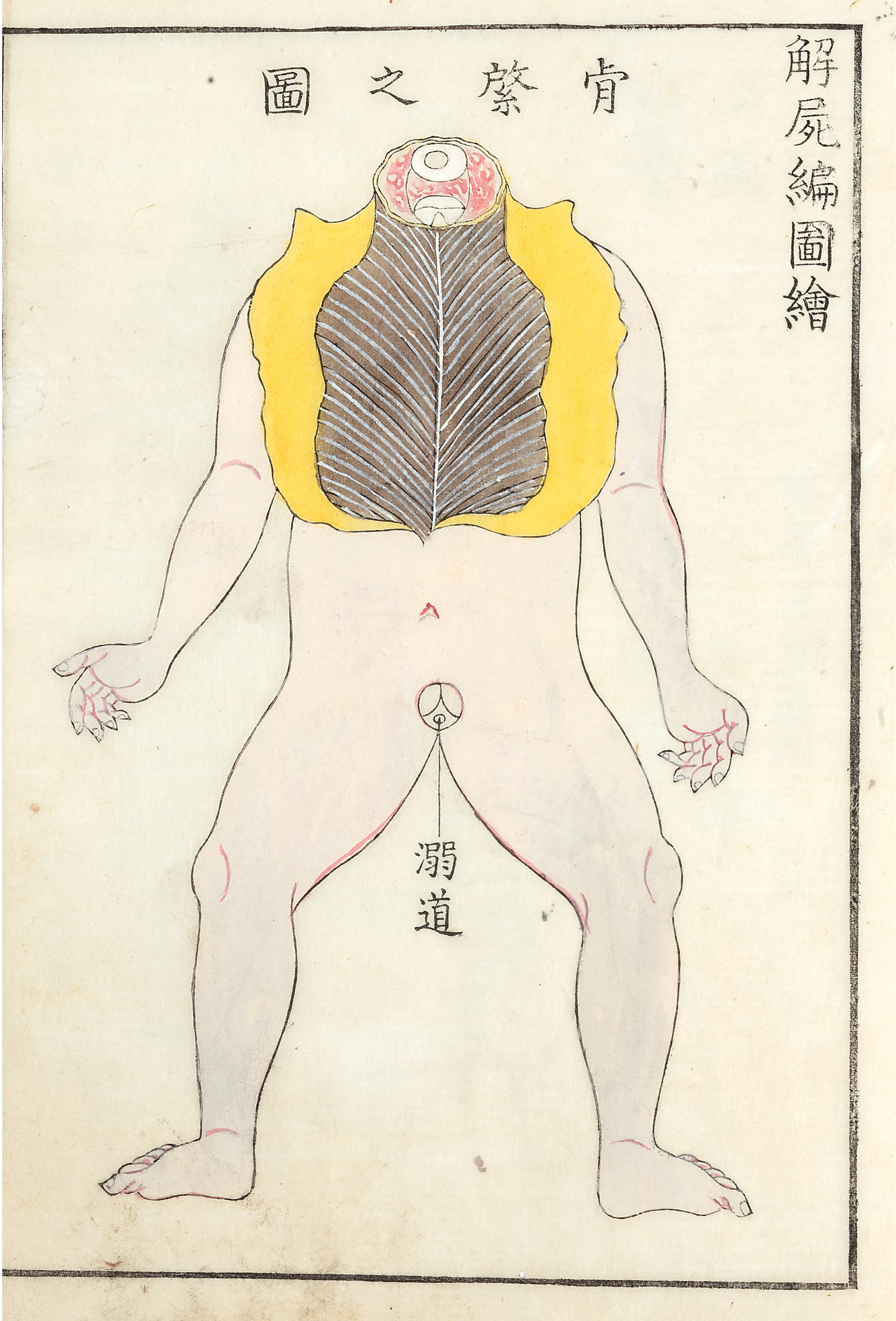
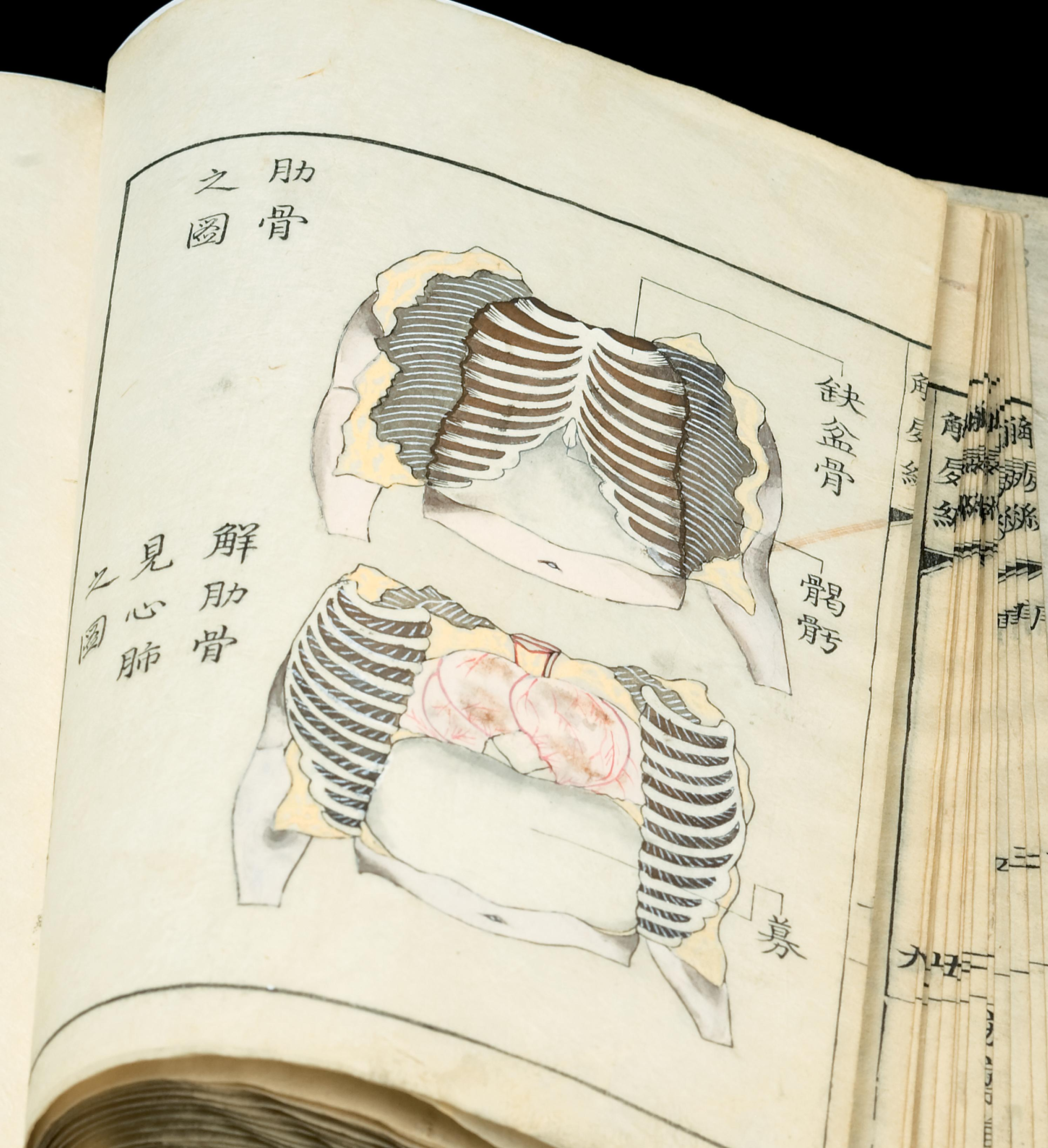
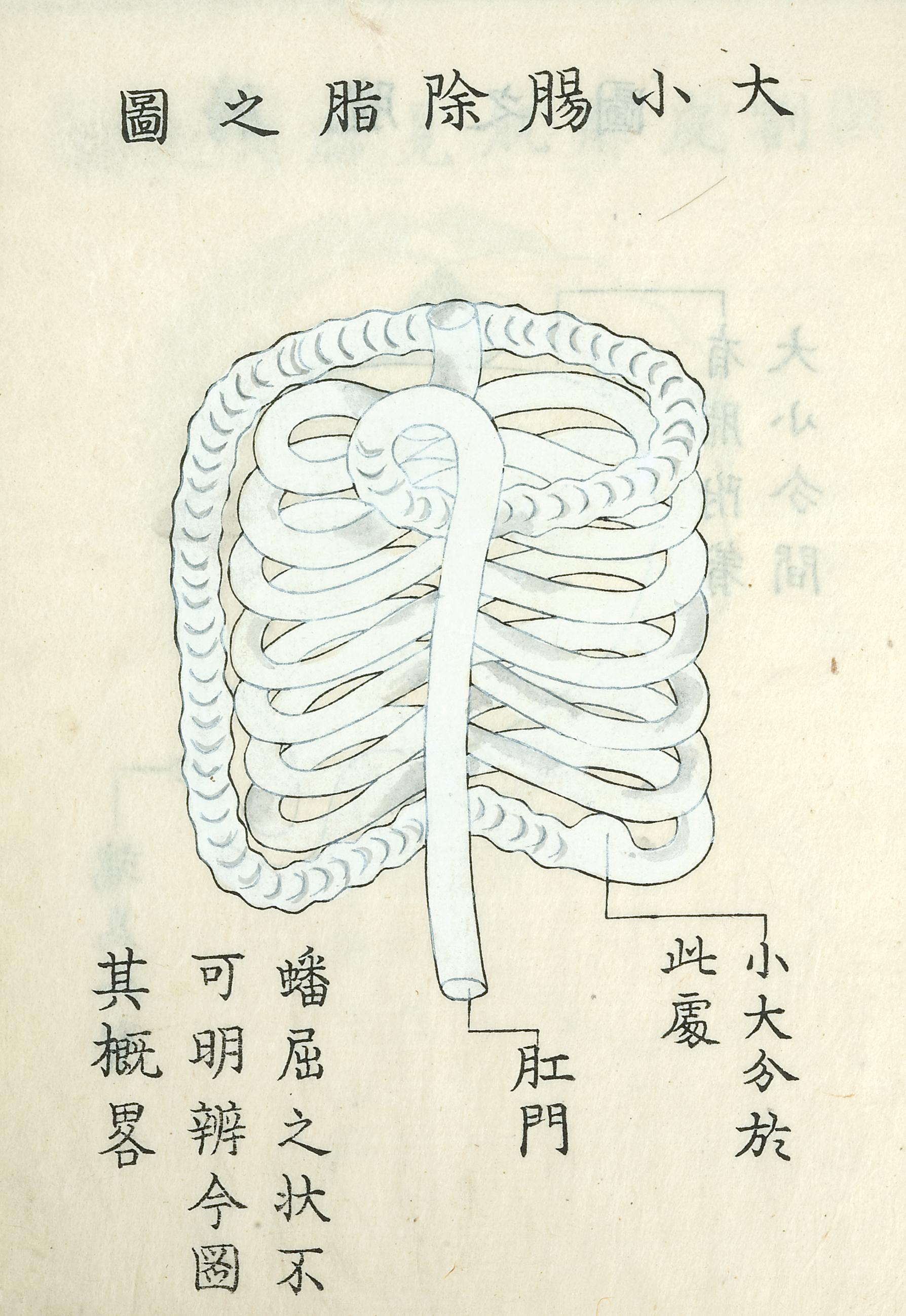
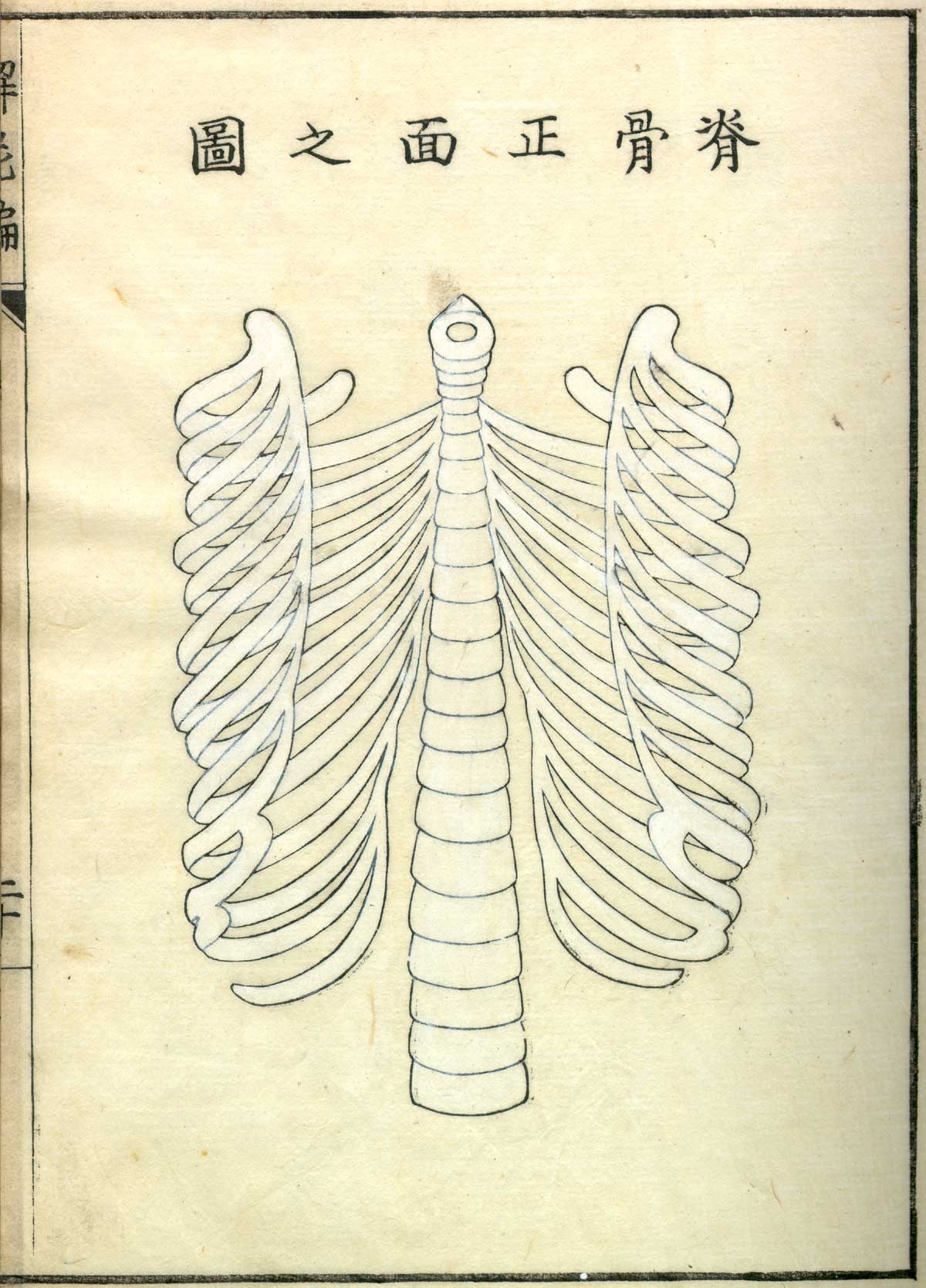

### 河口信順
寛政5年（1793年） - 明治2年（1869年）。号は祐卿、陶斎。
信任の孫。晩年の杉田玄白に入門。古河藩にいち早く種痘をもたらした。屋敷には書家の小山霞外らが集まって漢詩の会を催し、漢詩にも造詣が深かった。その他、江戸の蘭学者達と広く交わり、『陶斎雑録』には「カステラの製法」が書き留められている。

### 河口信寛
文政12年（1829年） - 明治39年（1906年）。号は杏斎、枕河。
杉田成卿塾に入門し、1年間学ぶ。次いで伊東玄朴について蘭方医学を学んだが、安政4年（1857年）に蕃書調所に修学。文久3年（1863年）幕府医学所種痘役増員に際し、種痘の鑑定役六名の一人に「杉田杏斎」として名を連ねる。種痘所・種痘館（東京大学医学部の前身）にて教授となる。
晩年は古河藩医を辞職して家督を弟の信久に譲り、漢学者の大沼枕山に学び、古河鳥見町に住居し漢学塾を開いた。

### 河口信久
嘉永4年（1851年） - 大正8年（1919年）。字は敬之、号は久斎。
兄の信寛から家督を継ぎ、古河藩医に就任。江戸の慶應義塾内の医学所（慶應義塾医学所）に入学して福澤諭吉らに医学を学び、創成期の医学所を卒業。廃藩置県により古河藩が消滅し、藩医の座を失った。伊東貫斎に学び、明治11年（1878年）に明治政府より医術開業免許を受け、近代医師として出発。
明治初年、未だに医療施設が完備されていなかった茨城県で無償で種痘活動を行ったり、伝染病やコレラなどの医療活動に多大なる貢献をし、北関東における医の基礎を築いた。